# УСТ Дністер (Людвігсбург)
УСТ «Дністер» (Українське Спортове Товариство «Дністер») — українське спортивне товариство з німецького поселення Людвігсбург.
«Дністер» у Людвігсбурзі (український табір Люітпольд Касерне, 1150 осіб, 42 члени товариства) заснований 1 грудня 1945 року.
Першу управу творили голова Мирослав Перевеницький і секретарка Ірина Стефанюк (Дубляниця). Другим головою з листопада 1946 р. був Дмитро Щербак, а від січня 1947 р. — Дмитро Курбак (секретарював Осип Семерко).
З активних ланок: футбол, волейбол жінок, чоловіків, боксу і шахів. Лише футбол і шахи змагалися в обласних лігах. Здобувши у футболі в 1947 р. першість області легко увійшли до вищого дивізіону (кляси першунів).
Загалом діяльність товариства була невелика, а його організаційна будова незавершена.
У червні 1947 р. перенесено табір до Штуттгарту на передмістя Цуфенгавзен, де «Дністер» об'єднався з новозаснованою там «Скалою» під спільною назвою «Дністер».